# 郑才人
郑才人，郑姓，被封为皇帝妾室才人，才人在唐朝是正五品，位列二十七世妇，可以指：
- 唐玄宗郑才人，玄宗第二十七子恒王李瑱的生母[1]
- 唐穆宗郑才人，元和七年（812年）生金堂公主[2]，金堂公主嫁给穆宗的表兄弟郭仲恭，郭仲恭是郭钊的儿子，郭暧的孙子，郭子仪的曾孙